# سیدنی چپمن (ریاضیدان)
 سیدنی چپمن (انگلیسی: Sydney Chapman؛ زاده ۲۹ ژانویهٔ ۱۸۸۸ درگذشته ۱۶ ژوئن ۱۹۷۰) یک دانشمند اهل بریتانیا بود.
وی همچنین برنده جوایزی همچون مدال پادشاهی شده است.